# Sierra Sur
Sierra Sur ou Sierra Sur de Jaén est une comarque de la province de Jaén. Sa capitale et centre administratif est la commune de Alcalá la Real.
La comarque occupe une surface de 784,27 km2 pour une population de 44 323 habitants (INE 2007), soit une densité de 56,5 hab/km2.

## Géographie
La région est située à l'extrême sud-ouest de la province. Elle est frontalière avec limite à l'ouest avec la province de Cordoue à l'ouest et  celle de Grenade au sud-est.
Elle occupe la partie centrale de la cordillère Subbética. Le point culminant de celle-ci La Pandera (1870 m) se trouve dans la comarque.

### Communes
La comarque était composée des dix communes: Alcalá la Real, Alcaudete, Castillo de Locubín, Frailes, Fuensanta de Martos, Jamilena, Martos, Torredelcampo, Valdepeñas de Jaén, Los Villares.
Depuis le 27 mars 2003, en accord avec le catalogue élaboré par le Cabinet de Tourisme et Sport de la Junte de l'Andalousie, les communes de Fuensanta de Martos, Martos et Los Villares ont été rattachées à la Comarque métropolitaine de Jaén.
La comarque est composée des cinq communes suivantes : 

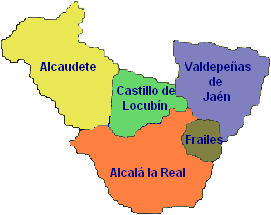
Carte des communes de la comarque de la Sierra Sur.

| - Alcalá la Real - Alcaudete - Castello de Locubín | - Frailes - Valdepeñas de Jaén |